# Fameck
Fameck é uma comuna francesa na região administrativa de Grande Leste, no departamento de Mosela. Estende-se por uma área de 12,45 km². Em 2010 a comuna tinha 14 397 habitantes (densidade: 1 156,4 hab./km²).